# Christophe Jusky
Christophe Jusky, né à Metz le 17 juin 1797 et mort à Nîmes le 15 mai 1878, est un peintre, lithographe, imprimeur et collectionneur d'art français.
Élève de son père, Jean-François Jusky, et de Jacques-Louis David

## Généalogie
- Fils de Jean-François Jusky dessinateur et peintre d'histoire (Metz 14 octobre 1774 - Pont-Saint-Esprit 1835 ; lui-même fils de Jusky cafetier, cf. Sites externes.

## Collections publiques
- Nîmes, musée des Beaux-Arts, Autoportrait;
- Musée Georges Borias d'Uzès, La visite de la Duchesse d'Angoulême au Pont du Gard, le 10 mai 1823.

## Édifices religieux
- Uzès, église St Étienne : Le Mariage de la Vierge, huile sur toile, 1825,  Classé MH[3]

## Collection de dessins anciens
- Malibu, Getty museum, Jacques-André Portail, le Concert, sanguine et pierre noire, 32 x 25 cm.

## Texte de Michel Nicolas
« Quelques peintres, quoique nés hors du département du Gard, appartiennent cependant à la ville de Nimes dans laquelle ils ont définitivement et depuis longtemps établi leur domicile. Tel est M. Christophe Jusky, né à Metz (Moselle) et fixé à Nimes, depuis de longues années. Il a, le premier, établi dans cette ville une imprimerie lithographique. Elève de son père, puis de David et d'Alagnon, il s'est occupé de presque tous les genres, et peut-être, en éparpillant ainsi ses études, il s’est privé lui-même de la possibilité d’atteindre le premier rang dans un seul. Il est surtout à regretter, dans l’intérêt  des beaux-arts, qu’il n’ait pas été aiguillonné par une plus vive ambition qui, en le forçant d'être plus soucieux de sa renommée d’artiste l’aurait poussé à donner tout son essor à son imagination.
Ses principaux ouvrages sont: Saint-Joseph sortant de prison, dans l’église des Carmes à Nimes, le Mariage de la Vierge dans l’église Saint-Etienne, à Uzès, Saint-Pierre recevant les clés du paradis, dans l’église cathédrale de Pont-Saint-Esprit, le Passage de la duchesse d’Angoulême au Pont-du-Gard, acquis par la duchesse de Berry; Un Savoyard, chez M. Espérandieu, de Nimes. Parmi les  portraits dû à son pinceau, on cite ceux de M. de Chaffoy, évêque de Nimes, de la princesse Albani, de la reine d’Espagne, du prince Charles de Rohan du général des capucins, etc. M. Jusky a obtenu une médaille à l’exposition de Paris de 1819. »

— Michel Nicolas, Histoire des artistes peintres, sculpteurs, architectes et musiciens-compositeurs, nés dans le département du Gard, Ballivet, Nîmes, 1859, p. 135-136.